# Membro do Colégio Americano de Obstetrícia e Ginecologia (FACOG)
Fellow of the American College of Obstetricians and Gynecologists é um título utilizado para indicar que a educação e o treinamento do cirurgião, suas qualificações profissionais, competência cirúrgica e conduta ética passaram por uma avaliação rigorosa e foram encontrados para ser consistente com os altos padrões estabelecidos e exigidos pelo ACOG (American College of Obstericians and Gynecologists).
Nos EUA, depois de receber o diploma de médico, os ginecologistas/obstetras completam quatro anos de treinamento de residência em obstetrícia e ginecologia; depois disso, eles podem optar por se tornar certificados pelo conselho. A certificação reconhece que um médico se formou em uma faculdade de medicina reconhecida, concluiu um programa de residência credenciado, tem uma licença irrestrita para exercer a medicina e foi aprovado em exames extensivos dados pelo Colégio Americano de Obstetrícia e Ginecologia. 